# Павел Смердяков
Па́вел Фёдорович Смердяко́в — один из персонажей романа Ф. М. Достоевского «Братья Карамазовы» (1878—1880), слуга и повар помещика Фёдора Павловича Карамазова. По слухам, его незаконнорождённый сын от городской юродивой Лизаветы Смердящей. Фамилия Смердяков была дана ему Фёдором Павловичем в честь его матери.
Воспитанием Смердякова в основном занимался слуга Карамазова Григорий в обстановке, где над всем господствовал безудержный и злой эгоизм Фёдора Карамазова. Смердяков учился в Москве на повара, Фёдор Павлович очень высоко ценит кулинарные способности Смердякова. С детства страдает тяжёлой формой эпилепсии. С приездом в Скотопригоньевск среднего сына Фёдора Павловича, Ивана Карамазова, Смердяков начинает с интересом относиться к его идеям, пытаясь стать в какой-то мере ближе к Ивану.
После смерти Фёдора Павловича уезжает из его дома, живёт вместе с бывшими соседками в другом доме.

## История возникновения образа
На ранних этапах работы над романом, отмечает филолог Кийко, в предварительных заметках «убийцей» называется Иван Карамазов, в то время как Павел Смердяков совсем не упоминается. Позже Достоевский, работая над эпизодом в келье старца Зосимы, написал фрагмент характеристики Жавера из романа Гюго «Отверженные»: «Он был стоически тверд, серьезен и суров, печален и задумчив, скромен и надменен, как все фанатики». Писатель как-то отметил, что «ничего не читал глубже в этом „отрицательном“ роде». В следующий раз этот образ вернулся в его заметках после посещения Воспитательного дома для незаконнорождённых детей, когда Достоевский задумался об отличии этих детей из-за бесчестных родителей: «Почему бесчестные? Чувства. Средина и бездарность — подла. Верхушка — злодейство или благородство, или и то и другое вместе. Вот где героя романа взять». Решив добавить в роман образ Смердякова, писатель выбрал «„подкидыша“, принадлежащего к „cpeдине и бездарности“ и поэтому потенциального „подлеца“». Прообразом матери Смердякова, Лизаветы Смердящей, послужила «дурочка Аграфена» из деревни отца Достоевского. Имя Лизаветы Смердящей с краткой характеристикой также встречается в материалах к роману «Подросток». На полях этого фрагмента впервые появляется надпись «Смердяков». В целом, Кийко отмечает, что образ Смердякова был создан «под влиянием литературных и житейских ассоциаций», а его введение в роман «имело внутренние причины, обусловленные логикой развития первоначального замысла».

## До событий романа
Попрошайка и юродивая Лизавета Смердящая забирается в баню в доме Фёдора Карамазова и рожает там сына. При этом, по слухам, которым верит весь город, отцом ребёнка является именно Карамазов. Мальчика забирает и воспитывает слуга Карамазовых Григорий, в результате чего тот со временем становится лакеем в доме Карамазовых.
Литературовед Георгий Фридлендер отметил не первое проявление темы смерти младенца в романе, связанное с этим случаем. У Григория и его жены Марфы в тот день, когда они обнаружили Смердякова, умер их собственный ребёнок, проживший всего две недели из-за того, что родился шестипалым. Однако, Григорий не скорбит, а обращается к «божественному». Таким образом, абстрактные рассуждения Ивана об осуждённых на смерть младенцах для Григория вполне конкретны.
Ещё в детстве Григорий замечает, что Смердяков не умеет любить и радоваться. Вместо игр мальчик вешал кошек и устраивал им похороны, изображая из себя священника. Наказав Павла, Григорий говорит жене: «не любит он нас с тобой, этот изверг, да и никого не любит», а самому Смердякову заявляет: «ты разве человек <…> ты не человек, ты из банной мокроты завелся, вот ты кто…». Позже у Смердякова проявляются поварские способности, и он едет учиться в Москву. Пройдя обучение, становится поваром в доме Карамазова.

## Образ в романе
Смердяков «болезненно привержен чистоте». Это особенно заметно во время еды, когда он всё внимательно обследует перед тем как есть. Его сюртук всегда опрятен, рубашка белая, обувь начищена, что нехарактерно для простого домашнего слуги. Кроме того, он даже пользуется помадой для волос и духами. При этом Накамура отмечает, что помаду и духи он использует только в подражание другим, переняв некоторые внешние детали жителей Москвы, но такие вещи, как например, театр «не помещаются ему в голову».
Смердяков презирает и ненавидит людей, ненавидит всю Россию. После посещения Москвы он стареет и сморщивается, несмотря на то, что ему всего двадцать четыре года. Презрение лакея проявляется в главе «Смердяков с гитарой», где он рассуждает о том, «может ли русский мужик против образованного человека чувство иметь? По необразованности своей он никакого чувства не может иметь <…> В двенадцатом rоду было на Россию великое нашествие императора Наполеона французского первого, отца нынешнему, и хорошо, кабы нас тоrда покорили эти самые французы: умная нация покорила бы весьма глупую-с и присоединила к себе. Совсем даже были бы дpyгие порядки-с. <…> Русский народ надо пороть-с…»
Накамура характеризует его, как скользкого, безвкусного и холодного человека, не умеющего думать. По мнению исследователя, для Достоевского подобный персонаж является одним из тех, кто всегда «пребывает в умственной темноте».
Все свои «знания» Смердяков получает на основе поверхностного понимания разговоров Ивана Карамазова с отцом. Ему вдруг начинает нравиться рассуждать на «умственные» темы, однако, даже Фёдор Карамазов за его рассуждения о муках во имя Христа сравнивает его с «валаамовой ослицей» с чем-то непонятным в голове. «… Вот этакая валаамова ослица думает, думает, да и черт знает про себя там до чего додумается <…> он и меня терпеть не может, равно как и всех, и тебя точно так же, хотя тебе и кажется, что он тебя „уважать вздумал“» — говорит Фёдор Ивану. Иван же говорит о нём: «уважать меня вздумал; это лакей и хам… Будут другие и получше, но будут и такие. Сперва будут такие, а за ними получше». Таким образом, Достоевский попытался изобразить немыслимую логику тёмного народа, который «только начал „копить впечатления“, выбираясь из „православной“ картины мира».
Иван Карамазов позже замечает, что как только он немного приблизил Смердякова к себе, сразу «начало высказываться и обличаться самолюбие необъятное, и притом самолюбие оскорблённое <…> Смердяков видимо стал считать себя бог знает почему в чём-то наконец с Иваном Фёдоровичем как бы солидарным, говорил всегда в таком тоне, будто между ними вдвоём было уже что-то условленное и как бы секретное, что-то когда-то произнесённое с обеих сторон, лишь им обоим только известное, а другим около них копошившимся смертным так даже и непонятное». У Смердякова возникает чувство собственной исключительности, ни на чём не основанное.

### Песня Смердякова
В главе «Смердяков с гитарой» пятой книги Алёша случайно подслушивает, как Смердяков поёт песню. По поводу этой песни 10 мая 1879 года в одном из писем Достоевский писал: «Лакей Смердяков поёт лакейскую песню <…> Песня мною не сочинена, а записана в Москве. Слышал её ещё 40 лет назад. Сочинилась она у купеческих приказчиков 3-го разряда и перешла к лакеям, никем никогда из собирателей не записана и у меня в первый раз является». Филолог Ветловская отметила, что песенка, скорее всего, имеет литературный источник и представляет собой его «мещанскую переработку».

## Убийство Карамазова
В планировании и совершении убийства Смердяков, наоборот, оказывается предельно расчётливым и хитрым, отмечает Накамура. Изначально Смердяков чувствует, что Иван тайно желает смерти отца, а впоследствии из их бесед можно заметить молчаливое согласие относительно совершенного преступления.
Смердяков считает Ивана выдающимся человеком и старается обратить на себя внимание, однако Иван воспринимает его лишь как лакея. Смердяков подхватывает все идеи Ивана, как умеет, и старается «угодить» ему и связать себя с ним «узами крепче братских».
Сначала Смердяков выбирает удачный момент для убийства. Ему нужно успеть до возможной женитьбы Фёдора на Грушеньке, чтобы наследство наверняка досталось Ивану. В то же время, если преступником посчитают Дмитрия, то его доля будет поделена между другими братьями, что тоже выгодно для Ивана. После убийства, по расчётам Смердякова, Иван окажется благодарен ему, признает братом и вознаградит. Иван по просьбе отца должен уехать, но медлит, поэтому когда после разговора со Смердяковым он всё-таки уезжает, слуга воспринимает это как сигнал к действию.

## Смерть
Позже в разговоре с Иваном Смердяков поясняет: «я тоже подумал тогда, минутку одну, что и на меня тоже рассчитываете, так что тем самым ещё более тогда себя предо мной обличили, ибо если предчувствовали на меня и в то же самое время уезжали, значит, мне тем самым точно как бы сказали: это ты можешь убить родителя, а я не препятствую». Однако выясняется, что Иван не думал об убийстве, что становится ударом для Смердякова.
Не было никакого тайного смысла в их разговоре перед отъездом, он всё это домыслил сам, а значит, так и остался жалким лакеем, а не Карамазовым. Достоевский не показывает появления перед Смердяковым бога, в противовес диалогу Ивана и чёрта, так как для такого человека, как Смердяков, уже невозможно какое-либо «восстановление». Для него рухнуло всё: идея вседозволенности, исключительность Ивана Карамазова, идея собственного величия. После осознания этого факта Смердяков отдаёт украденные деньги и вешается, когда Иван уходит. Накамура замечает, что из этого складывается впечатление, что Смердяков не только не любил людей, но и самого себя ненавидел.

## Отзывы
Бельгийский поэт и один из основателей символизма Эмиль Верхарн отметил, что «„Братья Карамазовы“, благодаря характерам Ивана и Смердякова, примыкают, как мне кажется, к великому племени персонажей Шекспира и Бальзака. Это трепещущее и окровавленное человечество; это сверхострая патетика; это ясновидение, прозревающее всё сквозь мглу и ночь».

## Прототип
По мнению Бориса Межуева прототипом Смердякова был Владимир Печерин:
профессор классической филологии Владимир Печерин, бежавший в 1836 году за границу, примкнувший вначале к революционерам, а затем нашедший пристанище в католическом ордене редемптористов. О нем много писала русская пресса в 1860-х годах, когда с ним вступил в переписку его старый друг славянофил Федор Чижов. Поэму Печерина 1834 года с характерным названием «Торжество смерти» напечатал в одном из своих заграничных сборников Александр Герцен. В этой поэме готовившийся к возвращению на родину после командировки в Германию молодой ученый излил свои чувства по отношению к России, которую видел не иначе как источником бед и несчастий для Европы и всего человечества.
Филолог Моисей Альтман, изучая образ Смердякова, провёл несколько параллелей между ним и другими персонажами, как самого Достоевского, так и других писателей. Так, Павел Смердяков и Иван Карамазов напоминают Филиппа и его хозяина Аркадия Свидригайлова из романа Фёдора Достоевского «Преступление и наказание». Совпадают социальное положение, характер, взаимоотношения и трагическая смерть персонажей-слуг. В самоубийстве Смердякова Иван Карамазов виновен так же, как и Свидригайлов в смерти Филиппа. Также Альтман приводит пример пушкинской «Истории села Горюхина». Исследователь отмечает совпадение истории полоумной пастушки из произведения Пушкина с историей Лизаветы Смердящей из романа «Братья Карамазовы» при «исключительном внимании» Достоевского к творчеству Пушкина.
В то же время, исследователи творчества Достоевского отмечают, что у Лизаветы Смердящей, юродивой и матери Павла Смердякова, был реальный прототип в лице юродивой Аграфены из деревни Достоевских «Дарового». По словам Кийко, образ Лизаветы встречается ещё в подготовительных материалах к роману «Подросток», где рядом с её краткой характеристикой впервые на полях появляется слово «Смердяков». Реальным прототипом Павла в детстве, по мнению Альтмана, послужил ребёнок из соседнего села Моногарова, любивший «рядиться в священника» и «служить что-нибудь». Взрослый Смердяков создан на основе рассказов среди дворян об убийствах «опасно умными слугами» своих господ. В частности, Альтман приводит в пример рассказ историка и публициста Николая Ивановича Костомарова о том, как крепостные слуги убили его отца, который с ними «заводил философские разговоры». В «Братьях Карамазовых» Смердяков учится у Ивана, что всё позволено, после чего убивает Фёдора Карамазова.
Достоевский всегда интересовался творчеством и восхищался психологической глубиной образов французского классика Виктора Гюго, который в «Отверженных» призвал к восстановлению «погибшего человека, задавленного несправедливо гнетом обстоятельств, застоя веков и общественных предрассудков». Исходя из этого, филолог Евгения Кийко полагает, что образ «подкидыша» Смердякова был создан «в параллель» к Жаверу из романа «Отверженные», который также родился на улице.
Литературовед Георгий Фридлендер среди литературных прообразов Смердякова отметил также лакея Видоплясова из повести «Село Степанчиково и его обитатели» и «лакея, дворового» из «Введения» к «Ряду статей о русской литературе» 1861 года, который презирал простой народ на основании того, что сам носил лакейский фрак.